# Agyrta
Agyrta is een geslacht van vlinders van de familie spinneruilen (Erebidae).

## Soorten
- A. albisparsa Hampson, 1898
- A. auxo Hübner, 1817
- A. bifasciata Rothschild, 1912
- A. conspicua Schaus, 1911
- A. chena Druce, 1893
- A. dichotoma Draudt, 1931
- A. dux Walker, 1854
- A. flavitincta Hampson, 1898
- A. garleppi Rothschild, 1912
- A. grandimacula Zerny, 1931
- A. klagesi Rothschild, 1912
- A. lydia Druce
- A. macasia Schaus, 1924
- A. mathani Rothschild, 1912
- A. micilia Cramer, 1780
- A. monoplaga Druce, 1898
- A. pandemia Druce, 1893
- A. phylla Druce, 1893
- A. porphyria Cramer, 1782
- A. pulchriformis Rothschild, 1912
- A. varuna Druce, 1907